# Щербаков, Семен Митрофанович
Семён Митрофанович Щербаков (1890, c. Хреновое, Воронежская губерния, Российская империя — неизвестно) — советский государственный и военный деятель, участник Великой Отечественной войны. Заместитель Председателя Совнаркома — председатель Госплана Казахской ССР.

## Биография
Семён Митрофанович Щербаков родился около 1890 года в селе Хреновое[уточнить] Хреновской волости, Воронежской губернии в крестьянской семье. 

### Образование
Образование Семён начал в фабричной школе, но оставил её после второго класса. Позже окончил Комиссаровское техническое училище, где проучился семь лет до 1917 года, и Московский коммерческий институт по специальности «архитектор» уже после революции. Также прошёл обучение в военном училище, где учился четыре месяца после 1917 года.

### Трудовая деятельность
Трудовую деятельность Семён Щербаков начал в 17 лет в качестве техника строительства и работал в этой сфере около восьми лет. Во время Первой мировой войны служил в царской армии, где занимал должность завхоза полка. 
В октябре 1918 года вступил в РККА, где служил в качестве военного комиссара до марта 1920 года. В этот период также был председателем секции Союза железнодорожников с ноября 1918 по декабрь 1919 года.
С сентября 1920 года работал в Туркестане, где стал председателем дорстрахкассы (1922–1923 годы). С 1923 года занял должность заведующего промышленной секцией Госплана Казахской АССР, одновременно будучи членом президиума Госплана КССР с октября 1923 по апрель 1925 года. 
В июне-августе 1924 года исполнял обязанности заместителя председателя Госплана Казахской АССР, а затем официально занял эту должность с сентября 1924 по март 1925 года.
С апреля 1925 по октябрь 1926 года был председателем плановой комиссии и заместителем председателя Семипалатинского губисполкома. 
В 1926–1928 годах, занимал пост заместителя председателя Центрального Совета Народного Хозяйства Казахской ССР .
Семен Митрофанович занимал различные должности в органах управления в Средней Азии, включая должность уполномоченного Главного управления хлопководства Народного комиссариата земледелия СССР по Средней Азии с 1 июля 1928 года и председателя Хлопкома Туркменской ССР в 1926 году.
Начальник производственного отдела и заместитель начальника Узбекского управления ирригационного строительства (Узирстрой), утверждён бюро ЦК КП Узбекистана 28 июля 1935 года.
В ряде документов к Семёну Щербакову также относят должности:
- ответственный работник Киргизского (Казахского) промышленного бюро ВСНХ (1921–1922);
- заместитель председателя Киргизского (Казахского) промышленного бюро ВСНХ (около 1921 года);
- заведующий Уральским губернским финансовым отделом (с ноября 1922);

### Участие в Великой Отечественной войне
Во время Великой Отечественной войны, с июля 1941 года, снова был мобилизован в РККА, где служил в 1001 стрелковом полку 279 стрелковой дивизии. В октябре 1941 года был легко ранен. С января 1942 года служил в 188 отдельном дорожно-строительном батальоне на должностях помощника командира по технической части, заместителя командира и начальника штаба батальона. Участвовал в боях на Брянском, 1-м и 4-м Украинских фронтах, имел звание инженер-капитана. 
10 октября 1944 года за военные заслуги был награжден орденом «Красная Звезда».